# Chenal de l'Île d'Orléans
Pour les articles homonymes, voir chenal et Île d'Orléans.
Le chenal de l'Île d'Orléans est le bras nord du fleuve Saint-Laurent au niveau de l'île d'Orléans dans la région administrative de la Capitale-Nationale, au Québec (Canada). Long d'une trentaine de kilomètres, il fait environ deux kilomètres de large.
La surface du chenal de l’Île d'Orléans est généralement gelée de la mi-décembre à la fin mars.[réf. souhaitée]
Les principales routes d'accès sont la route 138, qui longe la rive nord du Saint-Laurent jusqu'au golfe Saint-Laurent et le chemin Royal qui longe la rive nord-ouest de l'île d'Orléans.

## Toponymie
Ce cours d'eau avait été désigné « Senail du Côté du nort » sur la carte de la côte de Beaupré et de l'Île d'Orléans dressée par Jean Bourbon en 1641.
Le toponyme « Chenal de l’Île d'Orléans » a été officialisé le 5 décembre 1968 à la Commission de toponymie du Québec.

## Géographie
Le chenal de l’Île d'Orléans coule d'ouest en est. Il débute à la pointe amont de l’île d'Orléans (municipalité de Sainte-Pétronille) où il se sépare du chenal des Grands Voiliers. Ce dernier constitue le chenal maritime du fleuve Saint-Laurent.
Il est franchi par le pont de l'Île d'Orléans.
Il rejoint le cours principal du fleuve à l'aval de l’île, à la pointe Argentenay, à la hauteur de la pointe aux Prêtres sur la rive nord-ouest du fleuve.